# 黑水罂粟
黑水罂粟（学名：Papaver amurense）为罂粟科罂粟属下的一种，过去曾视为野罂粟（P. nudicaule）的变种。